# Hellas Verona Football Club 2008-2009

## Stagione
Dopo aver sfiorato la retrocessione in C2, la società ingaggia come allenatore Gian Marco Remondina, esperto dell'ora rinominata Lega Pro, mentre a stagione in corso avvengono tre cambi proprietà, portando infine all'arrivo di Giovanni Martinelli. Tra i pochi confermati in rosa vi sono Mancinelli, Corrent, Bellavista, Garzon e il portiere Rafael.
Gli scaligeri iniziano in maniera complicata ma riescono tuttavia a forgiare carattere e gioco, trascinati dai gol di Tiboni e Girardi, appoggiati dal trequartista Parolo. A gennaio la rosa viene rinforzata con Rantier e Pugliese; anche se la corsa ai playoff svanisce nel finale questa viene comunque considerata un'annata di transizione.

## Divise

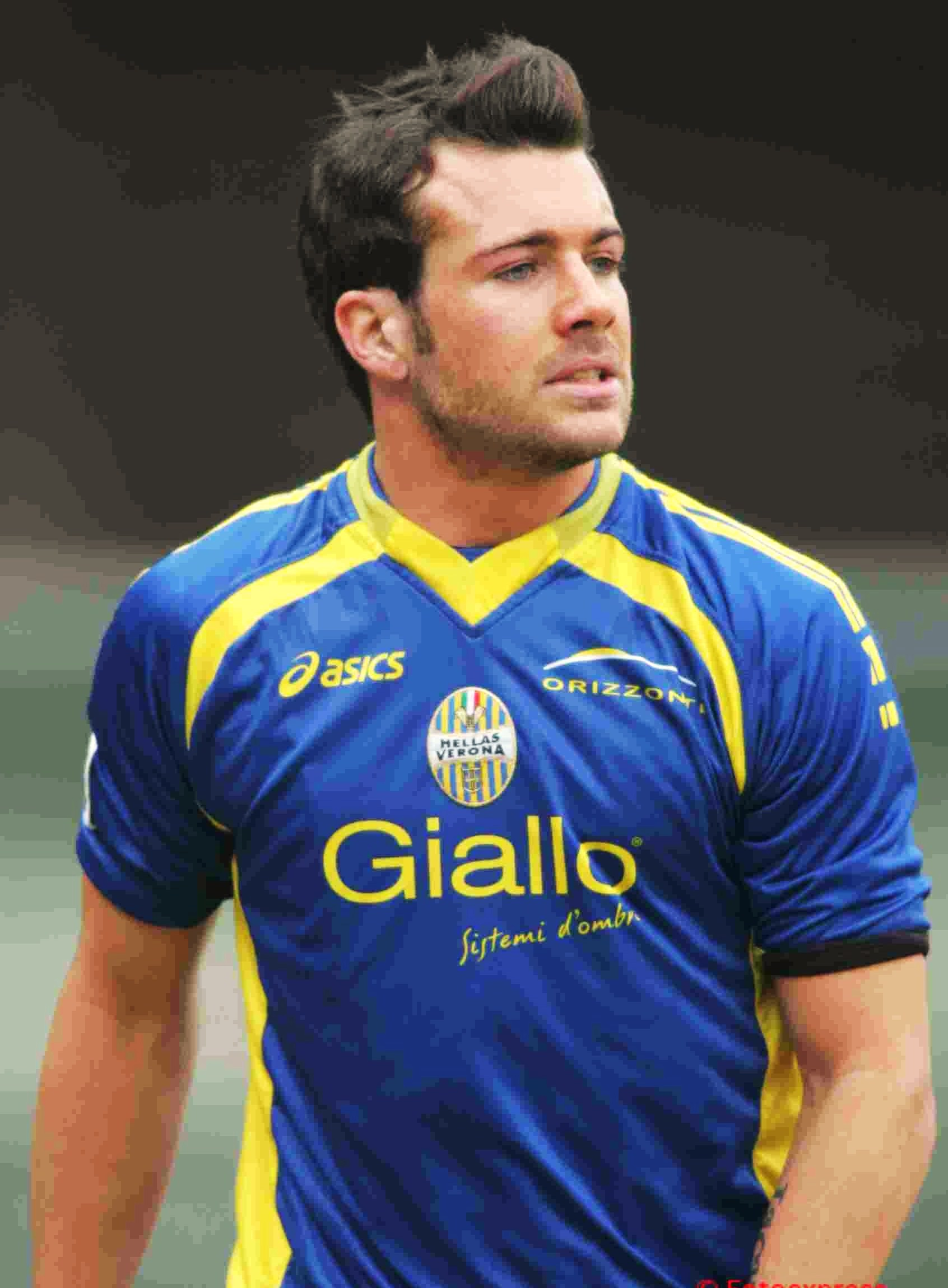
Luisito Campisi con la divisa casalinga.

Il fornitore di materiale rimane Asics e fanno ritorno gli sponsor commerciali: il principale sul petto è Giallo, un'azienda di sistemi parasole, mentre in alto a destra dello stemma societario compare Orizzonti.
| Casa | Trasferta |

## Rosa
| N. |                           | Ruolo | Calciatore            |
| -- | ------------------------- | ----- | --------------------- |
|    | Italia (bandiera)         | P     | Federico Cecchini     |
|    | Italia (bandiera)         | P     | Francesco Franzese    |
|    | Brasile (bandiera)        | P     | Rafael                |
|    | Costa d'Avorio (bandiera) | D     | Stephane Acka         |
|    | Italia (bandiera)         | D     | Dario Bergamelli      |
|    | Italia (bandiera)         | D     | Dario Campagna        |
|    | Italia (bandiera)         | D     | Luca Ceccarelli       |
|    | Italia (bandiera)         | D     | Christian Conti       |
|    | Italia (bandiera)         | D     | Giampietro Faggionato |
|    | Finlandia (bandiera)      | D     | Jarkko Hurme          |
|    | Italia (bandiera)         | D     | Ivan Loseto           |
|    | Italia (bandiera)         | D     | Marco Mancinelli      |
|    | Italia (bandiera)         | D     | Giovanni Morabito     |
|    | Italia (bandiera)         | D     | Leonardo Moracci      |
|    | Italia (bandiera)         | D     | Emanuele Politti      |
|    | Italia (bandiera)         | D     | Giuseppe Pugliese     |
|    | Italia (bandiera)         | D     | Lorenzo Sibilano      |
|    | Italia (bandiera)         | D     | Massimiliano Urbani   |
|    | Italia (bandiera)         | D     | Axel Vicentini        |

| N. |                         | Ruolo | Calciatore         |
| -- | ----------------------- | ----- | ------------------ |
|    | Italia (bandiera)       | C     | Antonio Bellavista |
|    | Italia (bandiera)       | C     | Luisito Campisi    |
|    | Italia (bandiera)       | C     | Nicola Corrent     |
|    | Argentina (bandiera)    | C     | Franco Da Dalt     |
|    | Burkina Faso (bandiera) | C     | Salif Dianda       |
|    | Italia (bandiera)       | C     | Stefano Garzon     |
|    | Brasile (bandiera)      | C     | Jorge Luiz Frello  |
|    | Italia (bandiera)       | C     | Marco Parolo       |
|    | Italia (bandiera)       | C     | Gabriele Puccio    |
|    | Italia (bandiera)       | C     | Alessandro Tonolli |
|    | Uruguay (bandiera)      | C     | Simón Vanderhoeght |
|    | Italia (bandiera)       | A     | Luigi Anaclerio    |
|    | Montenegro (bandiera)   | A     | Nikola Filipović   |
|    | Italia (bandiera)       | A     | Domenico Girardi   |
|    | Argentina (bandiera)    | A     | Juan Gómez Taleb   |
|    | Francia (bandiera)      | C     | Julien Rantier     |
|    | Italia (bandiera)       | A     | Gianmarco Ravelli  |
|    | Italia (bandiera)       | A     | Matteo Scapini     |
|    | Italia (bandiera)       | A     | Christian Tiboni   |

## Calciomercato

### Sessione estiva(dal 1/7 al 1/9)
| Acquisti | Acquisti          | Acquisti   | Acquisti      |
| R.       | Nome              | da         | Modalità      |
| -------- | ----------------- | ---------- | ------------- |
| D        | Dario Bergamelli  | Atalanta   | prestito      |
| D        | Dario Campagna    | Juventus   | prestito      |
| D        | Luca Ceccarelli   | Fiorentina | definitivo    |
| D        | Christian Conti   | Bari       | prestito      |
| D        | Salif Dianda      | Vibonese   | fine prestito |
| D        | Ivan Loseto       | Bari       | prestito      |
| D        | Leonardo Moracci  | Chievo     | prestito      |
| D        | Simone Smania     | Canavese   | fine prestito |
| C        | Luisito Campisi   | Atalanta   | prestito      |
| C        | Franco Da Dalt    | Triestina  | prestito      |
| C        | Marco Parolo      | Chievo     | prestito      |
| C        | Gabriele Puccio   | Inter      | prestito      |
| A        | Cristian Altinier | Mantova    | fine prestito |
| A        | Luigi Anaclerio   | Perugia    | fine prestito |
| A        | Domenico Girardi  | Chievo     | prestito      |
| A        | Juan Gómez Taleb  | Triestina  | comproprietà  |
| A        | Matteo Scapini    | Cuneo      | definitivo    |
| A        | Christian Tiboni  | Udinese    | prestito      |

| Cessioni | Cessioni                 | Cessioni    | Cessioni                 |
| R.       | Nome                     | a           | Modalità                 |
| -------- | ------------------------ | ----------- | ------------------------ |
| D        | Alberto Comazzi          | Ancona      | definitivo               |
| D        | Vito Di Bari             | Taranto     | fine prestito            |
| D        | Carlo Gervasoni          | AlbinoLeffe | risoluzione comproprietà |
| D        | Natale Gonnella          | Grosseto    | fine prestito            |
| D        | Simone Smania            | Rovigo      | prestito                 |
| D        | Marco Turati             | Cesena      | risoluzione comproprietà |
| C        | Claudio Bozzola          | Rovigo      | prestito                 |
| C        | Alessandro Castellan     | Rovigo      | prestito                 |
| C        | Giuseppe Colucci         | Catania     | risoluzione comproprietà |
| C        | Leandro Greco            | Roma        | risoluzione comproprietà |
| C        | Ondřej Herzán            | Spezia      | risoluzione comproprietà |
| C        | Sébastien Piocelle       |             | svincolato               |
| C        | Luca Vigna               | Arezzo      | fine prestito            |
| A        | Karamoko Cissé           | Atalanta    | fine prestito            |
| A        | William Da Silva Barbosa | Portogruaro | svincolato               |
| A        | Giovanni Foderaro        | Viterbese   | risoluzione comproprietà |
| A        | Dmitri Iakovlevski       |             | svincolato               |
| A        | Antimo Iunco             | Chievo      | risoluzione comproprietà |
| A        | Daniele Morante          | Lanciano    | definitivo               |
| A        | Alessio Stamilla         | Piacenza    | fine prestito            |
| A        | Giovanni Vriz            | Rovigo      | prestito                 |
| A        | Iljas Zejtullaev         | Pescara     | definitivo               |

### Sessione invernale(dal 4/1 al 31/1)
| Acquisti | Acquisti          | Acquisti  | Acquisti   |
| R.       | Nome              | da        | Modalità   |
| -------- | ----------------- | --------- | ---------- |
| D        | Giuseppe Pugliese | Monopoli  | definitivo |
| D        | Axel Vicentini    | Lanciano  | prestito   |
| C        | Simon Vanderoeght | Wanderers | definitivo |
| A        | Julien Rantier    | Piacenza  | definitivo |

| Cessioni | Cessioni          | Cessioni | Cessioni |
| R.       | Nome              | a        | Modalità |
| -------- | ----------------- | -------- | -------- |
| D        | Giovanni Morabito | Lanciano | prestito |

## Risultati

### Lega Pro Prima Divisione

#### Girone di andata
| Lumezzane 31 agosto 2008, ore 15:00 CEST 1ª giornata | Lumezzane    | 0 – 0 referto | Verona | Nuovo Stadio Comunale (3 000 spett.)\| Arbitro: \| Meli (Parma) \| |
| Arbitro:                                             | Meli (Parma) |               |        |                                                                    |

| Arbitro: | Giacomelli (Trieste) |

|                        |           |               |
| Tiboni 72’ Corrent 81’ | Marcatori | 57’ Cazzamali |

| Arbitro: | Gallo (Barcellona Pozzo di Gotto) |

|             |           |  |
| Girardi 23’ | Marcatori |  |

| Arbitro: | Zanichelli (Genova) |

|                                 |           |               |
| Pesaresi 3’ Guidetti 63’, 90+1’ | Marcatori | 90+2’ Da Dalt |

| Arbitro: | Gallione (Alessandria) |

|  |           |          |
|  | Marcatori | 65’ Bovo |

| Arbitro: | Magno (Catania) |

|               |           |            |
| Sambugaro 61’ | Marcatori | 75’ Tiboni |

| Arbitro: | Zonno (Bari) |

|             |           |                               |
| Gómez 90+5’ | Marcatori | 17’ Gerbino Polo 83’ Anzalone |

| Reggio Emilia 19 ottobre 2008, ore 15:00 CEST 8ª giornata | Reggiana               | 0 – 0 referto | Verona | Stadio Giglio (3 500 spett.)\| Arbitro: \| Liotta (Caltanissetta) \| |
| Arbitro:                                                  | Liotta (Caltanissetta) |               |        |                                                                      |

| Verona 26 ottobre 2008, ore 14:30 CET 9ª giornata | Verona               | 0 – 0 referto | Lecco | Stadio Marcantonio Bentegodi (9 455 spett.)\| Arbitro: \| Cervellera (Taranto) \| |
| Arbitro:                                          | Cervellera (Taranto) |               |       |                                                                                   |

| Portogruaro 2 novembre 2008, ore 14:30 CET 10ª giornata | Portogruaro-Summaga   | 0 – 0 referto | Verona | Stadio Piergiovanni Mecchia (2 000 spett.)\| Arbitro: \| Ruini (Reggio Emilia) \| |
| Arbitro:                                                | Ruini (Reggio Emilia) |               |        |                                                                                   |

| Arbitro: | La Mura (Nocera Inferiore) |

|                 |           |                        |
| Beretta 3’, 14’ | Marcatori | 53’ Scapini 66’ Tiboni |

| Arbitro: | Baratta (Salerno) |

|                                      |           |                |
| Tiboni 19’ Bellavista 23’ Parolo 39’ | Marcatori | 12’ Sinigaglia |

| Busto Arsizio 23 novembre 2008, ore 14:30 CET 13ª giornata | Pro Patria        | 0 – 0 referto | Verona | Stadio Carlo Speroni (3 500 spett.)\| Arbitro: \| Viti (Campobasso) \| |
| Arbitro:                                                   | Viti (Campobasso) |               |        |                                                                        |

| Arbitro: | Manna (Isernia) |

|                                       |           |                                  |
| Tiboni 14’ (rig.), 32’, 42’ Conti 19’ | Marcatori | 9’ Bertoli 60’ Lanteri 71’ Romeo |

| Venezia 7 dicembre 2008, ore 14:30 CET 15ª giornata | Venezia           | 0 – 0 referto | Verona | Stadio Pier Luigi Penzo (1 500 spett.)\| Arbitro: \| Barbeno (Brescia) \| |
| Arbitro:                                            | Barbeno (Brescia) |               |        |                                                                           |

| Arbitro: | Guida (Torre Annunziata) |

|                      |           |            |
| Parolo 37’ Gómez 83’ | Marcatori | 10’ Bolzan |

| Arbitro: | Carbone (Napoli) |

|                        |           |             |
| Motta 45+3’ Cusaro 74’ | Marcatori | 13’ Scapini |

#### Girone di ritorno
| Verona 11 gennaio 2009, ore 14:30 CET 18ª giornata | Verona            | 0 – 0 referto | Lumezzane | Stadio Marcantonio Bentegodi (9 681 spett.)\| Arbitro: \| M. Russo (Milano) \| |
| Arbitro:                                           | M. Russo (Milano) |               |           |                                                                                |

| Arbitro: | Pecorelli (Arezzo) |

|  |           |            |
|  | Marcatori | 26’ Garzon |

| Arbitro: | Giacomelli (Trieste) |

|                                                    |           |                         |
| Cammarata 9’, 43’ (rig.) Sirignano 45’ Ferrini 68’ | Marcatori | 15’, 20’ (rig.) Girardi |

| Arbitro: | Tasso (La Spezia) |

|                 |           |                          |
| Girardi 7’, 75’ | Marcatori | 12’, 50’ Coda 25’ Riganò |

| Arbitro: | Giancola (Vasto) |

|  |           |             |
|  | Marcatori | 59’ Campisi |

| Arbitro: | La Mura (Nocera Inferiore) |

|  |           |             |
|  | Marcatori | 81’ Le Noci |

| Arbitro: | Doveri (Roma) |

|                         |           |  |
| Curiale 30’ Zizzari 78’ | Marcatori |  |

| Arbitro: | Palazzino (Ciampino) |

|                        |           |               |
| Rantier 10’ Parolo 16’ | Marcatori | 62’ N. Padoin |

| Arbitro: | Baratta (Salerno) |

|  |           |                    |
|  | Marcatori | 71’ (rig.) Rantier |

| Arbitro: | Borracci (San Benedetto del Tronto) |

|                   |           |              |
| Parolo 78’ (rig.) | Marcatori | 90+1’ Cunico |

| Arbitro: | Ferraioli (Nocera Inferiore) |

|                         |           |  |
| Pugliese 27’ Tiboni 30’ | Marcatori |  |

| Arbitro: | Nasca (Bari) |

|                |           |             |
| Sinigaglia 16’ | Marcatori | 78’ Rantier |

| Verona 19 aprile 2009, ore 15:00 CEST 30ª giornata | Verona                         | 0 – 0 referto | Pro Patria | Stadio Marcantonio Bentegodi (12 221 spett.)\| Arbitro: \| Corletto (Castelfranco Veneto) \| |
| Arbitro:                                           | Corletto (Castelfranco Veneto) |               |            |                                                                                              |

| Arbitro: | Meli (Parma) |

|  |           |                                                             |
|  | Marcatori | 23’, 61’ Girardi 80’ Corrent 89’ (rig.) Gómez 90+1’ Scapini |

| Arbitro: | Liotta (Caltanissetta) |

|                         |           |                           |
| Rantier 24’ (rig.), 35’ | Marcatori | 27’, 44’ (rig.) Malatesta |

| Monza 10 maggio 2009, ore 15:00 CEST 33ª giornata | Monza             | 0 – 0 referto | Verona | Stadio Brianteo (2 300 spett.)\| Arbitro: \| Tasso (La Spezia) \| |
| Arbitro:                                          | Tasso (La Spezia) |               |        |                                                                   |

| Verona 17 maggio 2009, ore 15:00 CEST 34ª giornata | Verona                   | 0 – 0 referto | Cesena | Stadio Marcantonio Bentegodi (13 649 spett.)\| Arbitro: \| Guida (Torre Annunziata) \| |
| Arbitro:                                           | Guida (Torre Annunziata) |               |        |                                                                                        |

### Coppa Italia Lega Pro

#### Fase a gironi
| Arbitro: | Bellutti (Trento) |

|                            |           |                         |
| De Lucia 45+1’ Araboni 86’ | Marcatori | 11’ Tiboni 90+4’ Garzon |

| Arbitro: | Bergher (Rovigo) |

|              |           |                |
| Parolo 45+1’ | Marcatori | 62’ Correzzola |

| Arbitro: | Fiamingo (Pisa) |

|                    |           |                                                              |
| Sarrapochiello 48’ | Marcatori | 24’ (rig.) L. Anaclerio 27’ Scapini 81’ Campisi 90+1’ Loseto |

| Arbitro: | Costantini (Perugia) |

|                         |           |                                   |
| Scapini 74’ Campisi 81’ | Marcatori | 23’ Bonomi 64’, 69’, 79’ Marrazzo |

## Statistiche

### Statistiche di squadra
| Competizione             | Punti | In casa | In casa | In casa | In casa | In casa | In casa | In trasferta | In trasferta | In trasferta | In trasferta | In trasferta | In trasferta | Totale | Totale | Totale | Totale | Totale | Totale | D.R. |
| Competizione             | Punti | G       | V       | N       | P       | Gf      | Gs      | G            | V            | N            | P            | Gf           | Gs           | G      | V      | N      | P      | Gf     | Gs     | D.R. |
| ------------------------ | ----- | ------- | ------- | ------- | ------- | ------- | ------- | ------------ | ------------ | ------------ | ------------ | ------------ | ------------ | ------ | ------ | ------ | ------ | ------ | ------ | ---- |
| Lega Pro Prima Divisione | 48    | 17      | 7       | 6       | 4       | 22      | 17      | 17           | 4            | 9            | 4            | 16           | 15           | 34     | 11     | 15     | 8      | 38     | 32     | +6   |
| Coppa Italia Lega Pro    | -     | 2       | 0       | 1       | 1       | 3       | 5       | 2            | 1            | 1            | 0            | 6            | 3            | 4      | 1      | 2      | 1      | 9      | 8      | +1   |
| Totale                   | 48    | 19      | 7       | 7       | 5       | 25      | 22      | 19           | 5            | 10           | 4            | 22           | 18           | 38     | 12     | 17     | 9      | 47     | 40     | +7   |

### Statistiche dei giocatori
Sono in corsivo i calciatori che hanno lasciato la società a stagione in corso.
| Giocatore      | Lega Pro Prima Divisione | Lega Pro Prima Divisione | Lega Pro Prima Divisione | Lega Pro Prima Divisione | Coppa Italia Lega Pro | Coppa Italia Lega Pro | Coppa Italia Lega Pro | Coppa Italia Lega Pro | Totale   | Totale | Totale      | Totale     |
| Giocatore      | Presenze                 | Reti                     | Ammonizioni              | Espulsioni               | Presenze              | Reti                  | Ammonizioni           | Espulsioni            | Presenze | Reti   | Ammonizioni | Espulsioni |
| -------------- | ------------------------ | ------------------------ | ------------------------ | ------------------------ | --------------------- | --------------------- | --------------------- | --------------------- | -------- | ------ | ----------- | ---------- |
| S. Acka        | -                        | -                        | -                        | -                        | 0                     | 0                     | 0                     | 0                     | 0        | 0      | 0           | 0          |
| L. Anaclerio   | 12                       | 0                        | 0                        | 0                        | 3                     | 1                     | 0                     | 0                     | 15       | 1      | 0           | 0          |
| A. Bellavista  | 32                       | 1                        | 9                        | 1                        | 2                     | 0                     | 0                     | 0                     | 34       | 1      | 9           | 1          |
| D. Bergamelli  | 26                       | 0                        | 6                        | 0                        | 3                     | 0                     | 1                     | 0                     | 29       | 0      | 7           | 0          |
| D. Campagna    | 20                       | 0                        | 2                        | 0                        | 3                     | 0                     | 0                     | 0                     | 23       | 0      | 2           | 0          |
| L. Campisi     | 29                       | 1                        | 5                        | 0                        | 2                     | 2                     | 1                     | 0                     | 31       | 3      | 6           | 0          |
| L. Ceccarelli  | 22                       | 0                        | 5                        | 2                        | -                     | -                     | -                     | -                     | 22       | 0      | 5           | 2          |
| F. Cecchini    | -                        | -                        | -                        | -                        | 0                     | 0                     | 0                     | 0                     | 0        | 0      | 0           | 0          |
| C. Conti       | 18                       | 1                        | 3                        | 0                        | 2                     | 0                     | 2                     | 0                     | 20       | 1      | 5           | 0          |
| N. Corrent     | 27                       | 2                        | 2                        | 0                        | 4                     | 0                     | 1                     | 0                     | 31       | 2      | 3           | 0          |
| F. Da Dalt     | 9                        | 1                        | 1                        | 0                        | 3                     | 0                     | 0                     | 0                     | 12       | 1      | 1           | 0          |
| S. Dianda      | 4                        | 0                        | 0                        | 0                        | 1                     | 0                     | 0                     | 0                     | 5        | 0      | 0           | 0          |
| G. Faggionato  | -                        | -                        | -                        | -                        | 0                     | 0                     | 0                     | 0                     | 0        | 0      | 0           | 0          |
| N. Filipović   | -                        | -                        | -                        | -                        | 1                     | 0                     | 0                     | 0                     | 1        | 0      | 0           | 0          |
| F. Franzese    | 0                        | 0                        | 0                        | 0                        | 2                     | -5                    | 1                     | 0                     | 2        | -5     | 1           | 0          |
| S. Garzon      | 30                       | 1                        | 8                        | 0                        | 2                     | 1                     | 0                     | 0                     | 32       | 2      | 8           | 0          |
| D. Girardi     | 28                       | 7                        | 2                        | 1                        | 3                     | 0                     | 1                     | 0                     | 31       | 7      | 3           | 1          |
| J. Gómez       | 19                       | 3                        | 0                        | 0                        | 1                     | 0                     | 0                     | 0                     | 20       | 3      | 0           | 0          |
| J. Hurme       | -                        | -                        | -                        | -                        | 2                     | 0                     | 1                     | 0                     | 2        | 0      | 1           | 0          |
| Jorginho       | 0                        | 0                        | 0                        | 0                        | -                     | -                     | -                     | -                     | 0        | 0      | 0           | 0          |
| I. Loseto      | 0                        | 0                        | 0                        | 0                        | 3                     | 1                     | 0                     | 0                     | 3        | 1      | 0           | 0          |
| M. Mancinelli  | 20                       | 0                        | 4                        | 0                        | 3                     | 0                     | 0                     | 0                     | 23       | 0      | 4           | 0          |
| G. Morabito    | -                        | -                        | -                        | -                        | -                     | -                     | -                     | -                     | -        | -      | -           | -          |
| L. Moracci     | 24                       | 0                        | 2                        | 0                        | 1                     | 0                     | 0                     | 0                     | 25       | 0      | 2           | 0          |
| M. Parolo      | 32                       | 4                        | 8                        | 0                        | 3                     | 1                     | 1                     | 0                     | 35       | 5      | 9           | 0          |
| E. Politti     | 1                        | 0                        | 0                        | 0                        | -                     | -                     | -                     | -                     | 1        | 0      | 0           | 0          |
| G. Puccio      | 6                        | 0                        | 1                        | 0                        | 2                     | 0                     | 2                     | 1                     | 8        | 0      | 3           | 1          |
| G. Pugliese    | 14                       | 1                        | 0                        | 0                        | -                     | -                     | -                     | -                     | 14       | 1      | 0           | 0          |
| Rafael         | 34                       | -32                      | 2                        | 0                        | 2                     | -3                    | 0                     | 0                     | 36       | -35    | 2           | 0          |
| J. Rantier     | 11                       | 5                        | 1                        | 1                        | -                     | -                     | -                     | -                     | 11       | 5      | 1           | 1          |
| G. Ravelli     | 0                        | 0                        | 0                        | 0                        | -                     | -                     | -                     | -                     | 0        | 0      | 0           | 0          |
| M. Scapini     | 25                       | 3                        | 3                        | 0                        | 4                     | 2                     | 0                     | 0                     | 29       | 5      | 3           | 0          |
| L. Sibilano    | 3                        | 0                        | 0                        | 0                        | 1                     | 0                     | 0                     | 0                     | 4        | 0      | 0           | 0          |
| C. Tiboni      | 24                       | 8                        | 1                        | 1                        | 2                     | 1                     | 1                     | 0                     | 26       | 9      | 2           | 1          |
| A. Tonolli     | -                        | -                        | -                        | -                        | 0                     | 0                     | 0                     | 0                     | 0        | 0      | 0           | 0          |
| M. Urbani      | -                        | -                        | -                        | -                        | 1                     | 0                     | 0                     | 0                     | 1        | 0      | 0           | 0          |
| S. Vanderoeght | 1                        | 0                        | 0                        | 0                        | -                     | -                     | -                     | -                     | 1        | 0      | 0           | 0          |
| A. Vicentini   | 0                        | 0                        | 0                        | 0                        | -                     | -                     | -                     | -                     | 0        | 0      | 0           | 0          |